# 維策湖
52°27′58″N 9°45′59″E / 52.46605°N 9.766502°E

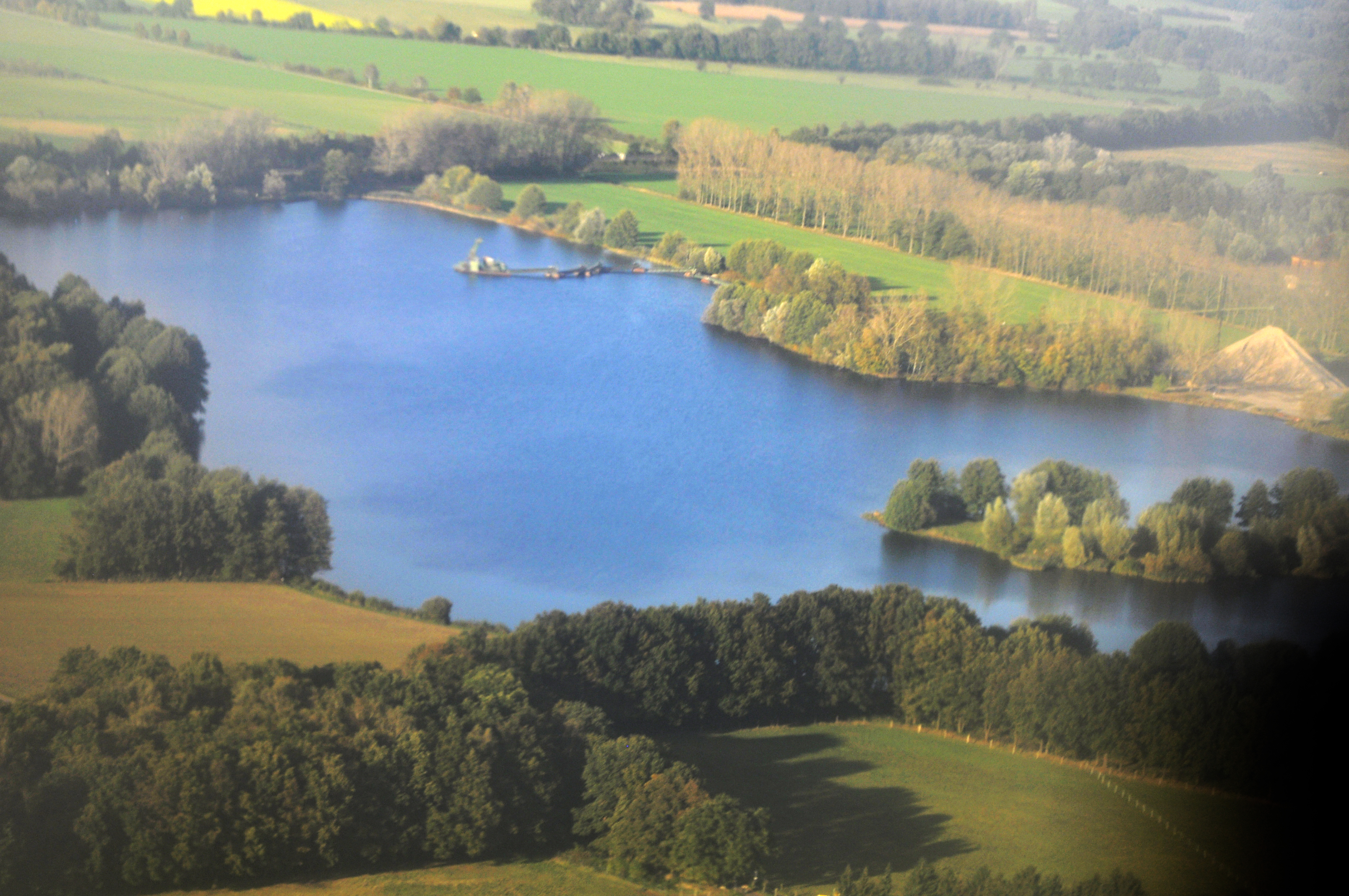

維策湖（德語：Wietzesee），是德國的湖泊，位於該國西北部，由下薩克森州負責管轄，處於朗根哈根，長0.9公里、寬0.4公里，面積0.29平方公里，平均水深9米，最大水深17米。